# Empire libéral

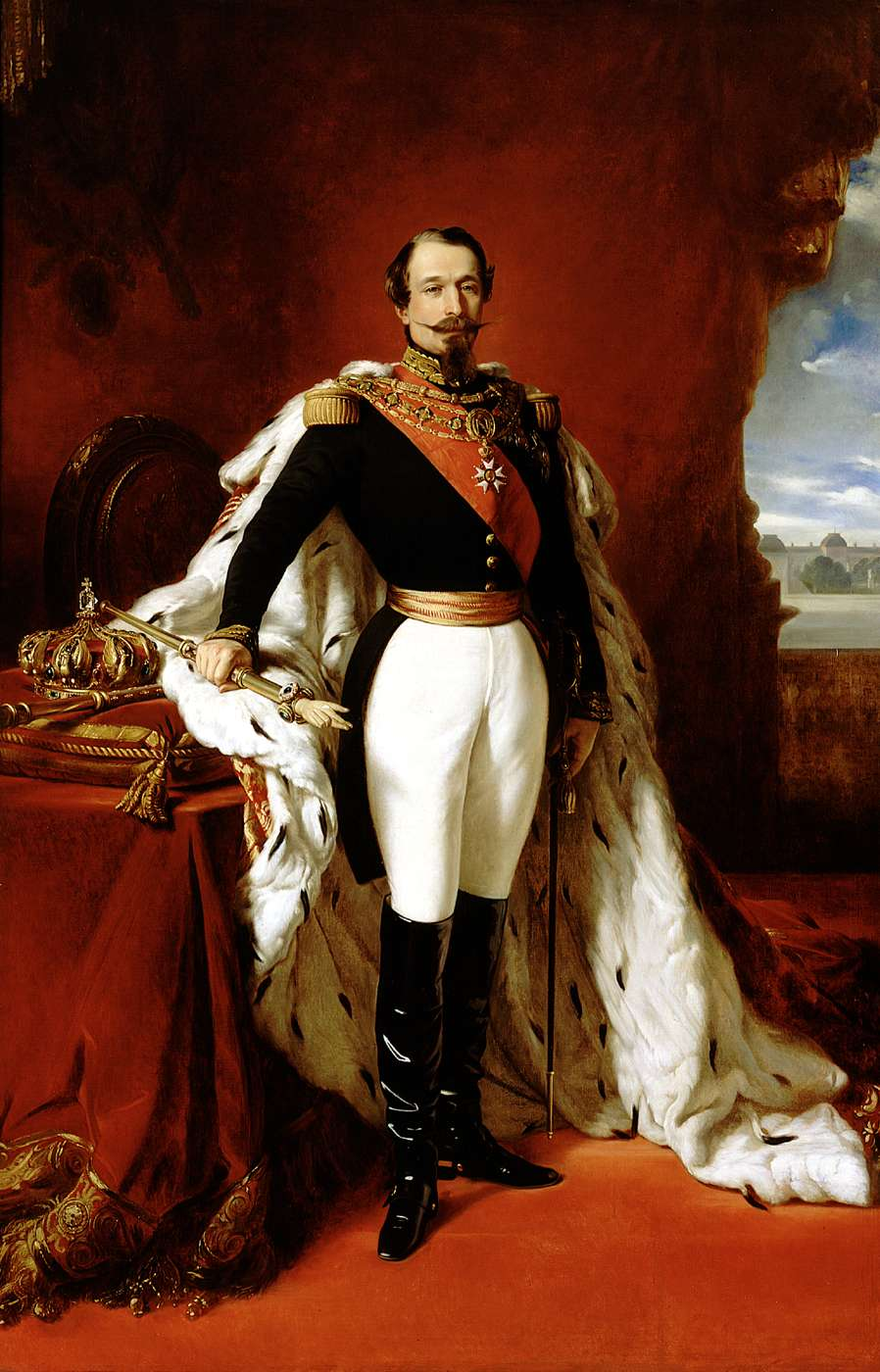
Portrait officiel de Napoléon III réalisé en 1853 par Franz Xaver Winterhalter.
Entre 1855 et 1870, l’État commanda 540 versions de ce portrait à divers artistes afin d'orner les bâtiments officiels. Le portrait original, présenté lors de l'Exposition universelle de 1855 puis installé au palais des Tuileries, a disparu lors du saccage des lieux durant la Commune de Paris (1871)

L'Empire libéral est, dans l'histoire française, la seconde phase du Second Empire de Napoléon III, soit la décennie de 1860 à 1870.
Après une phase autoritaire, durant la première décennie de l'Empire, Napoléon III fait progressivement des concessions limitées à l'opposition libérale, afin de donner un second souffle au régime impérial et saper la base des mouvements révolutionnaires et autres mouvements politiques républicains ou royalistes qui se renforcent durant toute la période. Le régime demeure toutefois autoritaire et césariste avec une répression contre les opposants, le recours aux plébiscites et la pratique des candidatures officielles lors des élections jusqu'en 1870.
Le 8 mai 1870, l'Empire libéral sort renforcé du plébiscite mais la déclaration de guerre à la Prusse, le 19 juillet 1870, et surtout la défaite de Sedan provoquent la chute du régime impérial et la proclamation de la république le 4 septembre 1870.

## Évolution des institutions et politiques impériales

### Le tournant de 1860-1861: un système césarien marqué par une libéralisation encadrée
La constitution de 1852 est réformée par le décret du 24 novembre 1860, ainsi que par trois sénatus-consultes en 1861. Le décret rétablit le droit d'adresse du Sénat et du Corps législatif, avec une adresse votée et discutée annuellement en réponse au discours du Trône, et accorde à ces grands corps un droit de regard sur la politique du gouvernement et sur les projets de loi. Trois ministres sans portefeuilles sont ainsi chargés d'expliquer et de défendre la politique du gouvernement devant les assemblées. Toutefois, les deux chambres n'obtiennent aucun pouvoir sur le gouvernement, la responsabilité ministérielle n'étant pas envisagée. Si les débats deviennent publics, les journaux doivent recopier Le Moniteur universel et sont contraints à publier seulement des extraits. La presse demeure sous contrôle du gouvernement. Les modalités de discussion du budget sont revues, permettant à l'assemblée d'exercer davantage de contrôle sur le gouvernement. Le Second Empire semble alors en partie tendre à devenir une monarchie constitutionnelle, sur le modèle anglais, en dépit du maintien d'un système largement autoritaire.

### Mise en pratique lors des élections législatives de 1863

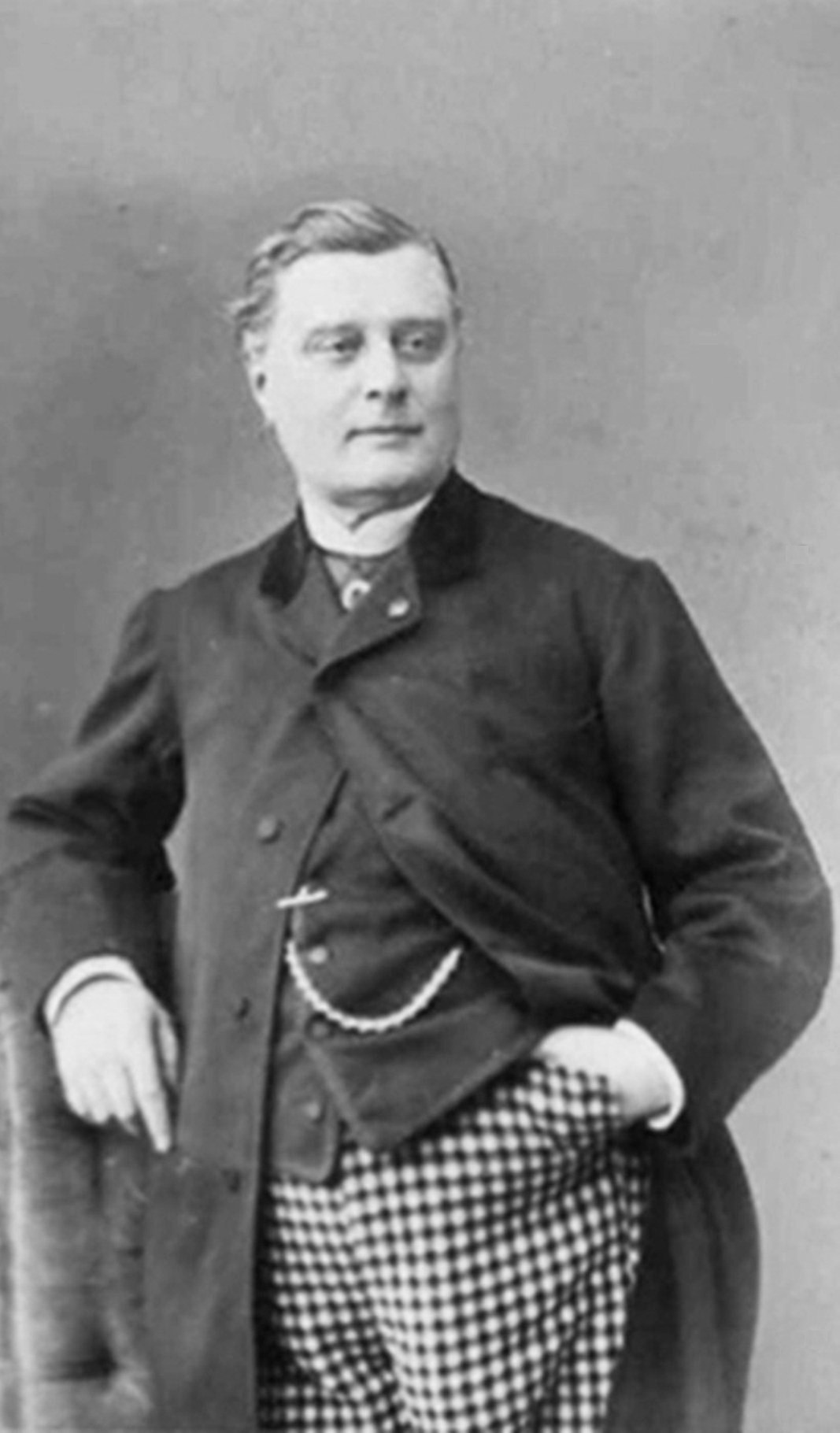
Alexandre Colonna Walewski (1810-1868), fils naturel de Napoléon Ier et soutien de la libéralisation du régime impérial.

Lors des élections de 1863, le taux d'abstention recule fortement, et les candidats gouvernementaux perdent des voix, dans les villes principalement. Ainsi, les légitimistes, les orléanistes, les protectionnistes et les catholiques se rassemblent dans une Union libérale et se présentent comme « indépendants ». Ils obtiennent 15 élus tandis que les républicains obtiennent dix-sept élus. Napoléon III renvoie son ministre de l'Intérieur, Persigny, et nomme alors plusieurs ministres libéraux, Adolphe Billault, Eugène Rouher, Victor Duruy. Ce dernier devient ministre de l'Instruction publique et, soutenu par Napoléon III, développe les écoles primaires, étend la gratuité, rétablit les cours d'histoire contemporaine et crée un enseignement secondaire des jeunes filles. De leur côté, Alexandre Colonna Walewski, Pierre Magne et Charles de Morny se montrent les défenseurs et promoteurs d'une évolution parlementaire du régime impérial.

### Libéralisation politique de l'Empire
En 1864, Adolphe Thiers réclame entre autres l'établissement des libertés individuelles, de la liberté de la presse, la suppression des candidatures officielles et la responsabilité ministérielle du gouvernement. Il devient le chef du tiers parti dont les membres sont des modérés et jouent le jeu des institutions.
L'échec de l'expédition du Mexique et la défaite autrichienne de Sadowa face à la Prusse incitent Napoléon III à de nouvelles concessions libérales. Le 19 janvier 1867, il accorde le droit d'interpellation, la participation des ministres aux débats parlementaires, et s'engage à proposer des lois libérales sur la presse et les réunions. Celles-ci sont votées malgré l'opposition des bonapartistes autoritaires et des républicains qui trouvent ces concessions insuffisantes, bien que l'autorisation préalable des journaux soit supprimée. La loi sur les réunions autorise ainsi les réunions publiques tout en interdisant que les sujets politiques et religieux y soient abordés, hors campagne électorale.
L'opposition républicaine s'engouffre néanmoins dans toutes les concessions accordées par Napoléon III pour pilonner le régime impérial. La loi sur la presse à peine promulguée, Henri Rochefort fonde La Lanterne, un hebdomadaire foncièrement hostile au régime et à la personne de Napoléon III. En peu de temps, la presse bonapartiste est submergée par une telle presse hostile. Dans le même temps, la violence domine les réunions où les révolutionnaires sont à peu près seuls à s'exprimer. C'est aussi lors du procès concernant la souscription lancée en vue d'ériger un monument au représentant Alphonse Baudin, que Léon Gambetta se lance dans une violente diatribe contre le coup d'État du 2 décembre 1851 et devient le tribun du parti républicain.

### Libéralisation sociale

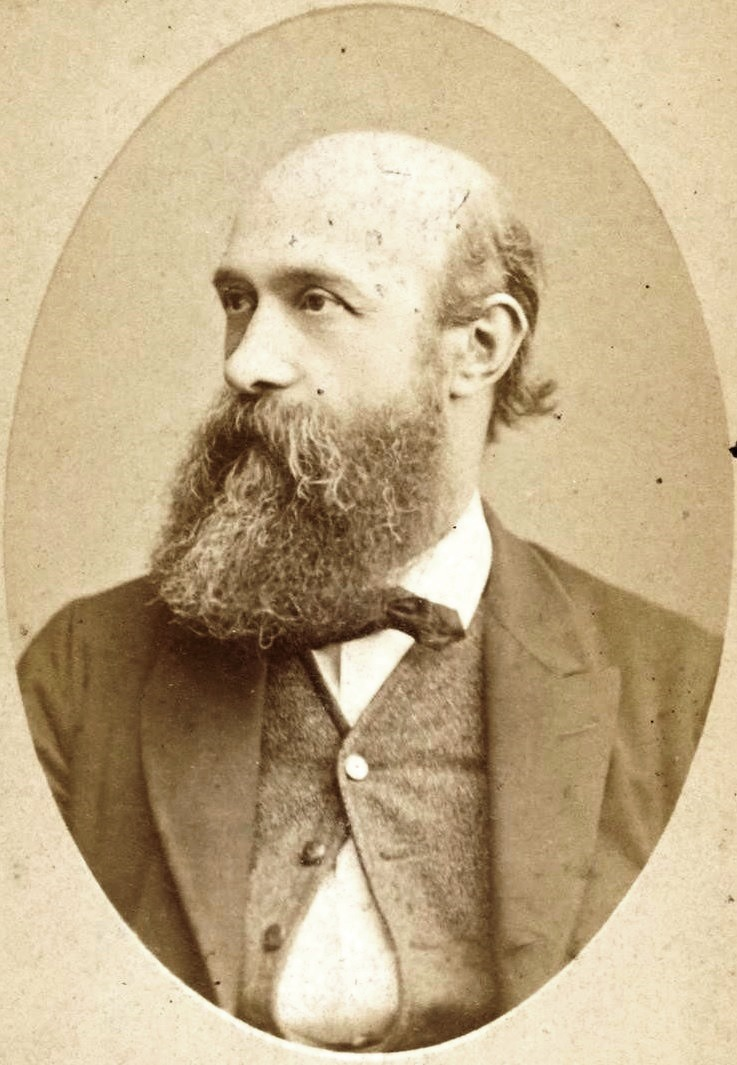
Henri Tolain, auteur du manifeste des Soixante

Ouvert aux problèmes sociaux et ayant fréquenté les socialismes pendant les années 1840, Napoléon III a favorisé dans un premier temps le développement des sociétés de secours mutuels et mis en place des mesures sociales paternalistes. Après 1860, alors que l'Église et la bourgeoisie protectionniste s'éloigne de lui en raison de sa politique étrangère, il impulse une politique plus sociale notamment sous l'influence des saint-simoniens, d'abord en graciant des grévistes, puis en autorisant l'envoi d'une délégation ouvrière à l'Exposition universelle de Londres. En 1864, l'ouvrier Henri Tolain rédige le « manifeste des Soixante » dans lequel il affirme le droit à la représentation des ouvriers par eux-mêmes. La loi de 1864 supprime le délit de coalition sous l'impulsion de Morny et d’Émile Ollivier, sans autoriser directement le droit de grève. En 1867, les coopératives ouvrières sont légalisées tandis que de multiples chambres syndicales sont créées. Plusieurs projets sont portées devant le corps législatif comme la création de caisses d'assurances facultatives sur la vie et contre les accidents du travail ou des projets de lois visant à créer une inspection du travail et à organiser des retraites ouvrières.

### L'empire à la veille de la guerre franco-prussienne
Les élections législatives du 24 mai et du 7 juin 1869 sont un succès pour l’opposition, partagée entre républicains et orléanistes. Si les candidats favorables à l’Empire l’emportent avec 4 600 000 voix, l'opposition, majoritairement républicaine rassemble 3 300 000 voix et la majorité dans les grandes villes. Elle reste cependant divisée entre modérés et révolutionnaires alors qu'une grande disparité se manifeste également entre la ville et les campagnes. Si les grandes villes penchent vers les républicains, les campagnes où vivent 80 % de la population restent dans l'ensemble fidèles au régime impérial. La tendance qui l'emporte réellement lors de ces élections est néanmoins celle qui se définit « indépendante dynastique » ou « conservateur libéral », une tendance légaliste et constitutionnelle qui veut néanmoins contrôler le pouvoir personnel de l'Empereur. On y trouve les centristes du Tiers Parti (125 sièges) menés par Émile Ollivier qui veut un régime parlementaire et une partie des orléanistes (41 sièges). Les bonapartistes dits intransigeants ou autoritaires sont désormais minoritaires (97 sièges) alors que les républicains occupent une trentaine de sièges. Ainsi, avec 118 élus, les candidats officiels sont en minorité mais constituent une majorité de 216 députés (sur un total de 292) avec les 98 gouvernementaux libéraux.
À la suite de ces élections, Napoléon III accepte de faire de nouvelles concessions aux modérés. Par un senatus-consulte du 8 septembre 1869, l'initiative des lois, auparavant réservée à l'Empereur, est désormais partagée avec le Corps législatif, qui peut voter le budget dans ses détails. Cette modification accentue l'évolution libérale du régime, même si les institutions ne sont pas encore parlementaires. Le Sénat devient une seconde chambre législative tandis que les ministres forment un cabinet responsable devant l'Empereur. Les républicains critiquent toutefois ces réformes qu'ils estiment insuffisantes, défendant un changement de régime et l'avènement d'une République fondée sur le Programme de Belleville. En janvier 1870, l'Empereur nomme un opposant libéral, Émile Ollivier, à la tête d'un nouveau Ministère composé d'hommes nouveaux, alliant bonapartistes libéraux (centre droit) et orléanistes ralliés à l'Empire libéral (centre gauche).

## Crises et chute de l'Empire

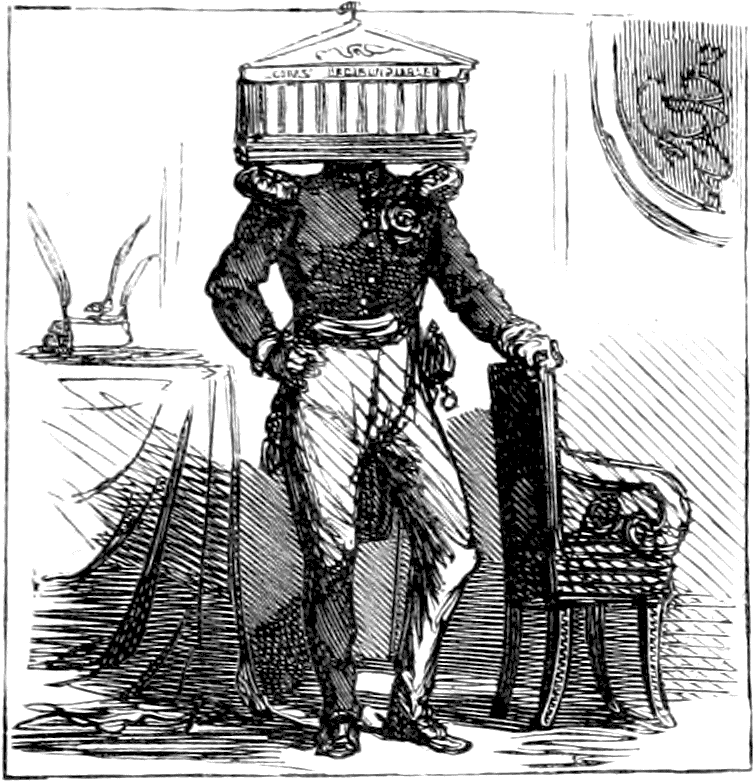
Le régime parlementaire ayant apporté une légère modification aux portraits officiels (caricature par Cham à propos du Salon de 1870).

### Assassinat de Victor Noir
Le 10 janvier 1870, le journaliste Victor Noir fut tué à l'âge de 21 ans d'un coup de feu par le prince Pierre-Napoléon Bonaparte, un parent en disgrâce de l'empereur des Français, Napoléon III.
Son meurtre suscita une forte indignation populaire et renforça l’hostilité envers le Second Empire.

### Le plébiscite du 8 mai 1870: l'Empire renforcé

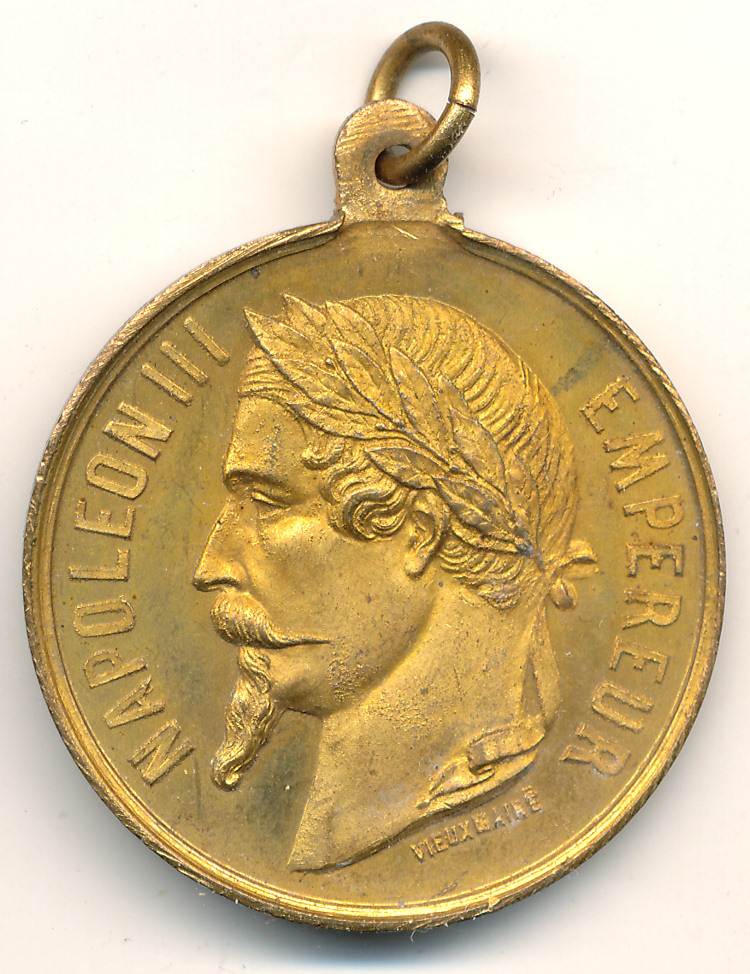
Médaille frappée à l'occasion du plébiscite du 8 mai 1870 (35 mm).

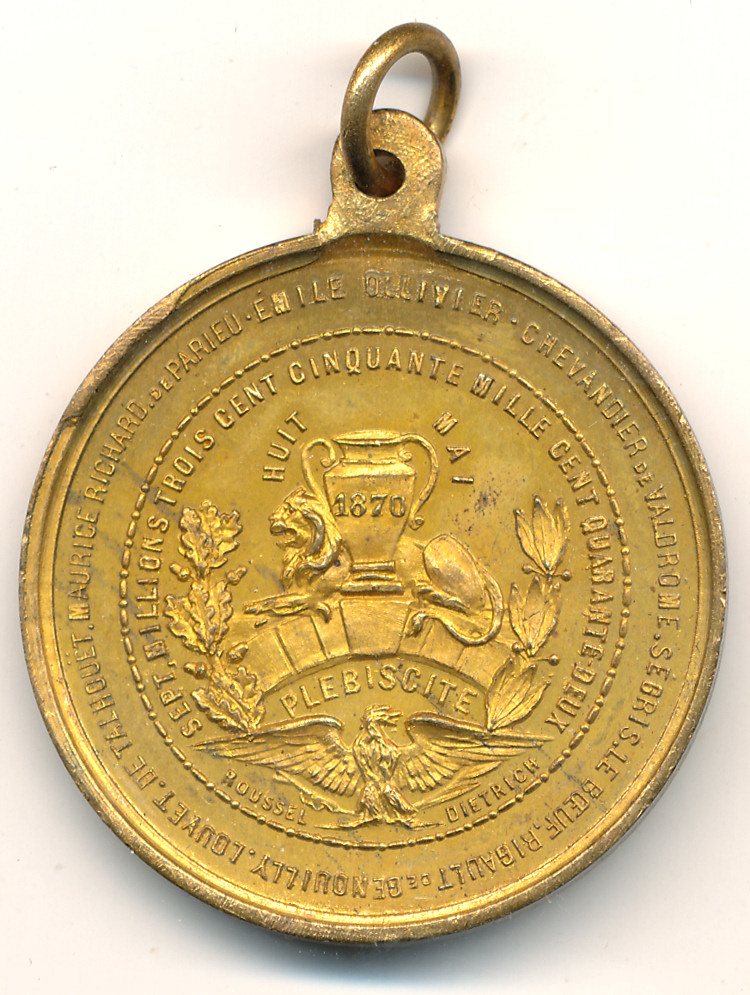
Revers de la médaille avec les noms des personnages qui l'ont soutenu : « Emile Ollivier, Eugène Chevandier de Valdrome, Ségris, Le Bœuf, Rigault de Genoully, Louvet, De Talhouet, Maurice Richard, De Parieu » et le nombre de suffrages : « Sept millions trois cent cinquante mille cent quarante deux ».

La libéralisation de l'Empire obtient une large adhésion lors du plébiscite du 8 mai 1870.
La libéralisation se poursuit avec la mise en place du gouvernement Ollivier en janvier 1870. Le 24 février, la candidature officielle est abandonnée, tandis que le sénatus-consute du 20 avril réforme de nouveau la Constitution, avec l'initiative des lois accordée également au Sénat qui perd son pouvoir constituant. Si la responsabilité des ministres est mentionnée, les modalités en demeurent ambiguës car l'empereur garde les prérogatives de désignation et de révocation. Un système bicaméral se met en place, la constitution ne pouvant être modifiée que par plébiscite impulsé par l'empereur. Sur les conseils d'Eugène Rouher, Baroche, Magne et du prince Napoléon, Napoléon III décide, avec l'accord d'Ollivier, de soumettre à plébiscite le senatus-consulte du 20 avril.
Pour Napoléon III, l'objectif est de réaffirmer son lien privilégié avec le peuple. Il s'agit aussi pour lui d'un enjeu dynastique, car Napoléon III veut transmettre la couronne à son fils Napoléon-Louis et ce, dès que le jeune prince aura atteint ses 18 ans. Il sollicite donc le soutien des masses conservatrices des campagnes pour stopper l’opposition républicaine et libérale. Il divise aussi de facto l'opposition libérale qui ne peut guère répondre par la négative à une évolution qu'elle a soutenue depuis 10 ans. Tandis qu'une partie du centre gauche et tout le centre droit se prononcent pour le « oui », les républicains se partagent entre le vote négatif (comme Jules Ferry et Léon Gambetta) et l'abstention.
La question soumise à plébiscite pour le 8 mai 1870 est : « Le peuple approuve les réformes libérales opérées par l’Empereur avec le concours des grands corps de l’État, et ratifie le senatus-consulte du 20 avril 1870 ».
Au soir du 8 mai, le « oui » l’emporte avec une large majorité de 7 358 000 suffrages (contre 1 538 000 « non ») ce qui raffermit la position de l’empereur, le ramenant à la situation qui avait suivi les plébiscites très majoritaires de 1851 et 1852. Le pourcentage des abstentionnistes tombe de 20,5 % à 17,5 % (soit 1 900 000 abstentions). C’est donc un grand succès pour l’Empire qui reprend 3 millions de suffrages par rapport aux élections de 1869. Il est plébiscité à plus de 80 % des suffrages dans la France de l'Ouest, du Centre et du Sud-Ouest ainsi que dans les départements du Nord et du Nord-Est. A contrario, le « non » remporte de bons scores dans le quart sud-est, notamment dans les Bouches-du-Rhône où il est majoritaire, mais aussi en Champagne, en Bourgogne, en Franche-Comté, en Alsace-Lorraine et en Gironde. Les grandes villes telles que Paris, Marseille, Lyon, Bordeaux et Toulouse se sont prononcées pour le « non ».
Les républicains sont atterrés. Napoléon III estime que les Français ont tranché entre la révolution et l'Empire. Mais il profite peu de son triomphe du fait de l'aggravation de son état de santé.

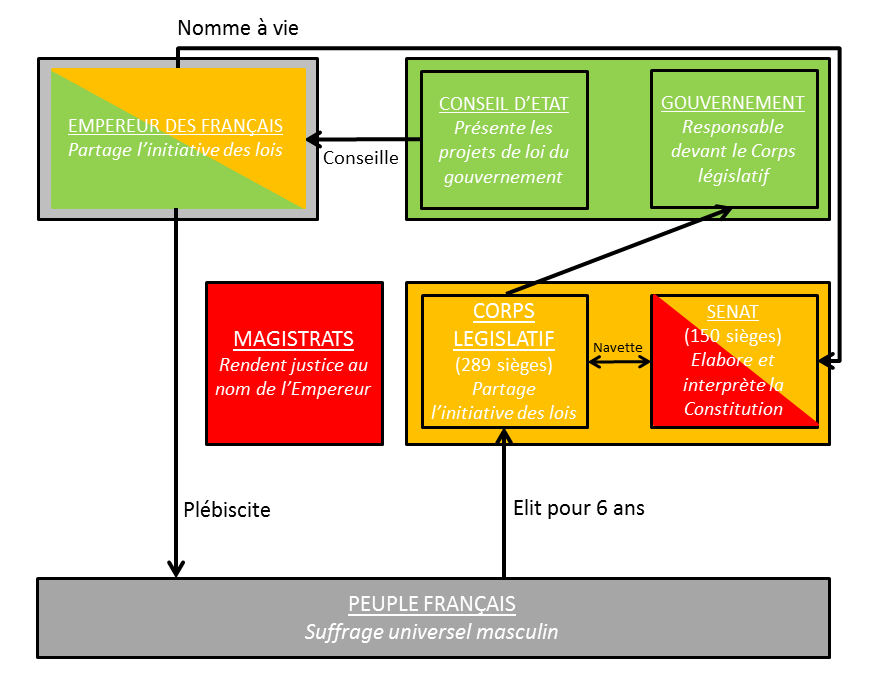
Les mécanismes impériaux conformément au plébiscite du 8 mai 1870, à la veille de la guerre contre la Prusse.

### La Guerre franco-prussienne de 1870: la chute finale
L'affaire de la dépêche d'Ems, un télégramme officiel envoyé le 13 juillet 1870 par le chancelier prussien Otto von Bismarck à toutes les ambassades, va déboucher sur un imbroglio diplomatique qui mène à la Guerre franco-prussienne de 1870 et à la défaite de Sedan laquelle provoque la chute du Second Empire et corrélativement la proclamation de la République le 4 septembre 1870 à l’hôtel de ville de Paris par Léon Gambetta.